# Jula Jannaki
Jula Jannaki (griechisch Γιούλα Γιαννάκη; * 11. Juli 1978 in Athen) ist eine griechische Komponistin.

## Werdegang
Sie studierte Klavier, Musiktheorie, Harmonik und Harmonielehre am Konservatorium Athenaeum des Maria Callas Instituts. In den Jahren 2000 bis 2006 setzte sie ihr Klavierstudium bei  Walter Fleischmann, Peter Efler, Traudl Panhofer, Walter Panhofer und Michael Hrubý in Wien fort.
Bereits während ihres Studiums wurden Kompositionen von ihr in Kulturzentren wie dem Italienischen Institut und der Amerikanischen Botschaft aufgeführt.
Neben Liedern komponierte sie eine Oper nach einem Buch von Sophia Zarabouka.
Ihren Durchbruch erlangte sie, nachdem sie zum ersten Mal bei den Festspielen des Welttheater Festivals Art Carnuntum mitwirkte.
Wenig später erfolgten ihre erste CD und zahlreiche Konzerte im ORF-Radiokulturhaus. Über die Jahre gewann sie an internationaler Relevanz und wirkte als Komponistin und Pianistin für das Internationale Theaterinstitut ITI (Organisation für darstellende Künste, die 1948 von Theater- und Tanzexperten und der UNESCO gegründet wurde), in Bratislava, beim Slowakischen Staatlichen Fernsehfilmfestival, im Nationaltheater von Budapest, in Belgrad, im Antiken Theater von Shvistov, im Notara Theater in Bukarest, im Toursky Theatre in Frankreich sowie im Yenikoy Palace von Istanbul.
Jannaki komponierte die Musik für den Kurzfilm Der Gendarm, der in Saint Tropez gedreht wurde und auf den Europäischen Filmfestivals gezeigt wurde.
Sie hat auch mit dem Komponisten und Nay-Flötenkünstler Kudsi Erguner, mit der Sängerin Nezih Uzel, mit dem Klarinettisten und Maestro Fatos Qerimaj und mit der Sängerin Touria Hadraoui zusammengearbeitet.
2014 kooperierte sie mit dem Staatstheater Nordgriechenland im Rahmen des Lysistrata-Projekts in Österreich.
Im März 2017 trat sie bei der Force Technology in Kopenhagen auf.
Jula Jannaki lebt nach mehreren Auslandsaufenthalten wieder in Athen und ist sowohl dort als auch international als Komponistin und Pianistin tätig. Neben internationalen Projekten spielte sie auch auf griechischen Festivals.